# Église Saint-Nicolas de Mézières-sur-Seine
L'église Saint-Nicolas est une église catholique située à Mézières-sur-Seine, en France.

## Localisation
L'église est située dans le département français des Yvelines, sur la commune de Mézières-sur-Seine.

## Historique
L'église a été construite au  XIIe siècle, avec des modifications au  XIIIe siècle;  XVe siècle et  XVIe siècle. Elle possède une jolie statue de la Vierge à l'enfant polychrome du  XVe siècle. Et une peinture originale montrant une "procession de la confrérie de Charité à l'enterrement d'un frère", du  XVIIe siècle. L'édifice est classé au titre des monuments historiques le 10 octobre 1931.